# Jacob Langebek

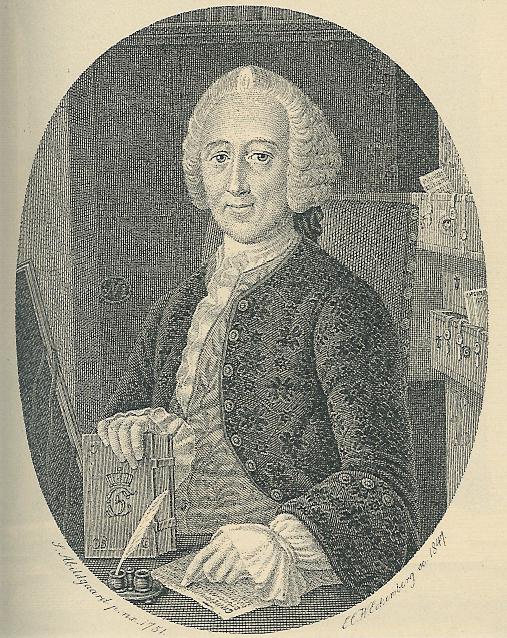
Jacob Langebek

Jacob Langebek (* 23. Januar 1710 in Skjoldborg in Thy in Norddänemark; † 16. August 1775) war ein dänischer Historiker und Geheimer Archivar.

## Familie und Ausbildung
Seine Eltern waren der Pfarrer Frederik Langebek († 1727) und dessen Frau Else Skytte († 1726). Der Name Langebek gehörte zu einem alten Pfarrergeschlecht, das sich von der Pfarrei Langebæk im Kalvehave Sogn, heute Langebæk Kommune herleitete. Am 18. Mai 1755 heiratete er in erster Ehe Helene Marie Pauli (1731–1766). In zweiter Ehe heiratete er am 24. Februar 1773 Marie Wulff.
Bis zum 16. Lebensjahr wurde Langebek zu Hause unterrichtet. Er interessierte sich schon früh für Geschichte, zunächst die Geschichte seiner Vorväter. Alte Kirchen mit ihren Grabsteinen und Denkmälern, Schlösser und Herrensitze, alte Schlachtfelder, Kampfplätze, Hünengräber, Sagas, Saxo Grammaticus und der Historiker Arild Huitfeldt fesselten seine besondere Aufmerksamkeit. Anschließend ging er in die Schule von Nykjøbing auf Mors. Er erwarb sehr gute Lateinkenntnisse. Im Juli 1728 begann er sein Studium. In dieser Zeit war er sehr arm und ohne Eltern. Nur mit größter Genügsamkeit und Fleiß konnte er sich durchsetzen. Vermutlich verließ er nach dem großen Brand in Kopenhagen 1728 die Stadt zeitweilig. Denn trotz seines großen Arbeitseifers legte er erst 1731 sein zweites Examen ab. Aber schon am 1. April 1732 legte er sein theologisches Staatsexamen ab. Obgleich er seinen Unterhalt und den Kauf von Büchern mit Mühe selbst bestreiten musste, konnte er sich nun auch mit Geschichte beschäftigen. Als erstes lernte er mit Unterstützung durch einen isländischen Studenten die altnordische Sprache. Daneben lernte er Englisch und Deutsch und auch Altenglisch.

## Wissenschaftliche Arbeit
Über einen Freund kam er in Verbindung mit dem Geheimen Archivar Frederik Rostgaard. Dieser besaß eine große Manuskriptsammlung, die später in die Universitätsbibliothek überführt wurde und zu der Langebek einen Katalog erstellte. Sein erstes reguläres, wenn auch geringes Einkommen erhielt er, als er an Rostgaards großem dänischen Wörterbuch mitarbeitete. 1735 trat er in nähere Beziehung zu dem Professor, königlichen Bibliothekar und Geheimen Archivar Hans Gram, indem er diesem seine Übersetzung der „Kristni saga“ widmete. Dieser verschaffte ihm daraufhin eine Stelle als Amanuensis an der Königlichen Bibliothek und nahm ihn 1739 sogar in sein Haus auf. Ihm stand nun die Bibliothek Grams offen, und schon 1737 begann er mit Ludvig Harboe die „Dänische Bibliothek“ herauszugeben, in der Abhandlungen, Akten-Exzerpte und Mitteilungen über neuere Literatur veröffentlicht wurden. Nach drei Bänden stellte er allerdings 1739 diese Arbeit ein, weil er sich mit dem Gedanken trug, eine Sammlung „Monumenta Danica“ herauszugeben. Der ausführliche Prospekt auf Latein von 1740 ist erhalten. Das Werk kam nie zu Stande. Stattdessen wurde der Plan später im Danske Magasin und im Scriptores rerum Danicarum verwirklicht. In den folgenden Jahren war er hauptsächlich mit dem Dänischen Wörterbuch Grams beschäftigt. Aber weil ihm die Tätigkeit für seine historischen Arbeiten zu wenig Zeit ließ und der Verdienst auch kümmerlich war, beendete er die Mitarbeit. Er gründete 1745 mit jungen Gleichgesinnten die „Danske Selskab for Fædrelandets Historie og Sprog“, deren Vorsitz er übernahm. Diese Gesellschaft gab Quellen mit Einleitung und Erläuterungen in der Muttersprache heraus. Danske Magasin wurde die Zeitschrift der Gesellschaft, und er betreute sie bis 1752. Als Friedrich V. den Thron bestieg, durfte sich die Gesellschaft das Prädikat „Königlich“ hinzufügen. Als Gram 1748 starb, wurde Langebek sein Nachfolger. Auf einer Forschungsreise in den Ostseeraum wurde er in Stockholm Mitglied von „Det Kungliga Svenska Vetenskaps Akademi“.
Heimgekehrt heiratete er 1755 Helene Marie Pauli, die ein so großes Vermögen in die Ehe einbrachte, dass er davon ein Grundstück kaufen konnte, auf dem er sein Haus baute. Er widmete sich nunmehr besonders seinen erworbenen Archivalien und unternahm die Herausgabe von Kong Valdemars Jordebog (König Waldemars Grundbuch). Dabei vertiefte er sich in die mittelalterliche Topografie Dänemarks. Aber es gelang ihm nicht, das Werk herauszugeben. So ging es ihm mit vielen Vorhaben. Er hatte zum einen Hang zum Perfektionismus, der die Vollendung verzögerte, zum anderen zu wenig Ausdauer, etwas wirklich zu Ende zu führen, sondern fing vor Vollendung eines Vorhabens mit großem Eifer ein anderes an. Das gilt zum Beispiel für eine Arbeit zur Souveränitätstheorie, die erst 1881 von der Sorø-Akademie veröffentlicht wurde, auch von seinem Vorhaben, die Geschichte der norwegischen Bergwerke zu verfassen, von der nur der erste Band erschien, der fast nur die Einleitung enthält und eine Arbeit über die Geschichte der dänischen Münzen und Siegel, die im Manuskriptstadium stecken blieb. Außerdem führte seine große Hilfsbereitschaft, fremde wissenschaftliche Arbeiten mit seinen Kenntnissen und Materialien aufzubessern oder zu ergänzen, dazu, dass viele seiner wissenschaftlichen Erkenntnisse in fremden Werken verteilt sind. Hinzu kam, dass die Mittel zur Drucklegung spärlich waren. Die Regierung Struensee empfand er als deprimierend, weil von einem Deutschen geführt. Erst nach deren Ende 1772 fasste er den Entschluss, eine Sammlung mittelalterlicher Quellen Dänemarks herauszugeben. 1772 erschien der erste Folioband der Scriptores rerum Danicarum medii ævi. Das brachte ihm nicht nur eine Goldmedaille des Königs „pro meritis“ ein, sondern auch die Mitgliedschaft im Historischen Institut der Universität Göttingen. Der zweite Band erschien 1773 und der vierte 1774. Durch seine zweite Ehe bekam er genügend Mittel für dieses Unternehmen. 1775 starb er, lange bevor er all seine Quellen ausgewertet hatte.

## Ehrungen
Er wurde um 1748 Justizrat, 1770 Etatsrat.